# Дондюшаны
Дондюша́ны (также Дондушень; рум. Dondușeni) — город Республики Молдова, центр Дондюшанского района.

## География
Железнодорожная станция на линии Бельцы—Окница.

## Топонимика
Существует точка зрения, что название города происходит от фамилии Дондош или Дондэш. Однако среди местных жителей распространена легенда, что в прошлом прилежащие к населённому пункту земли принадлежали женщине по имени Донда.

## История
Первое письменное упоминание относится к XVI веку.
В 1812—1917 годах Дондюшаны входили в состав Сорокского уезда Бессарабской губернии.
В 1882 году сооружён вокзал. В 1883 году построена железная дорога.
В 1902—1905 годах возведены насосная станция и водонапорная башня. В 1905 году в районе нынешней улицы Независимости начинается строительство первых частных жилых домов. В 1910 году была проведена первая ярмарка. В 1915 году открываются первые ремесленные и коммерческие заведения. В основном производятся гончарные изделия, что связано с развитием в близлежащих сёлах гончарного дела.
26 января 1918 года румынские военнослужащие, прибывшие в Дондюшаны, изъяли 160 тонн муки. 27 марта (9 апреля) 1918 года населённый пункт вошёл в состав Румынии.
В 1920—1930 годах в Дондюшанах существовали отделения сионистских партий и организаций различного рода.
В 1940 году после оккупации Молдавии частями РККА вошли в состав новообразованной Молдавской ССР. В 1941 году по приказу командования румынских оккупационных войск местных евреев депортировали в Транснистрию.
В конце 1950-х годов начинается стремительное развитие населённого пункта. С 1958 года — посёлок городского типа. В 1963 году Дондюшанам присваивается статус административного центра одноимённого района.
Во времена МССР в Дондюшанах работали сахарный и хлебный заводы, мясокомбинат.

## Побратимы
- Сибиу (Румыния)[10]

## Известные уроженцы
- Гельман, Александр Исаакович (род. 1933) — драматург, писатель, сценарист, публицист, общественный и политический деятель.
- Речан, Дорин Павлович (род. 1974) — молдавский политик, Премьер-министр Республики Молдова с 16 февраля 2023 года, министр внутренних дел Республики Молдова с 24 июля 2012 по 18 февраля 2015 года.
- Ланде, Йосеф (1912—2000) — бразильский еврейский поэт и прозаик, писал на идише.
- Раисов, Борис Исаакович (1928—1985) — оперный певец (баритон), народный артист Молдавии (1980).
- Самбатион, Моше (1913—1988) — еврейский писатель, литературовед.
- Фрейман, Лидия Эдуардовна (1920—1992) — латышская советская актриса, народная артистка СССР (1970).